# Drepanosticta krios
Drepanosticta krios är en trollsländeart som beskrevs av Van Tol 2005. Drepanosticta krios ingår i släktet Drepanosticta och familjen Platystictidae. IUCN kategoriserar arten globalt som nära hotad. Inga underarter finns listade i Catalogue of Life.